# Hero (Family of the Year)
"Hero" is een nummer van de Amerikaanse band Family of the Year. Het nummer werd uitgebracht op hun album Loma Vista uit 2012. Dat jaar werd het nummer uitgebracht als de tweede single van het album.

## Achtergrond
"Hero" is geschreven door zanger en gitarist Joseph Keefe en geproduceerd door de gehele band in samenwerking met Wax Ltd, bestaande uit Wally Gagel en Xandy Barry. In 2010 verscheen het nummer voor het eerst in een korte versie op de ep Through the Trees. Het werd vooral bekend door het vele gebruik in televisieseries als Girls en Degrassi: The Next Generation, alhoewel het de meeste bekendheid verkreeg door het gebruik in de film Boyhood uit 2014.
Naar aanleiding van het gebruik in Boyhood verscheen "Hero" wereldwijd in de hitlijsten; zo werd het een top 10-hit in onder meer Duitsland, Zwitserland en Oostenrijk. In de Verenigde Staten werd de Billboard Hot 100 weliswaar niet bereikt, maar stond het wel in diverse rock- en alternatieve hitlijsten, en bereikte het de nummer 1-positie in de Adult Alternative Songs-lijst. In Nederland kwam het respectievelijk tot de achttiende en twintigste plaats in de Top 40 en de Single Top 100, terwijl in Vlaanderen de zesde plaats in de Ultratop 50 werd gehaald.

## Hitnoteringen

### Nederlandse Top 40
| Hitnotering: 03-05-2014 t/m 26-07-2014 | Hitnotering: 03-05-2014 t/m 26-07-2014 | Hitnotering: 03-05-2014 t/m 26-07-2014 | Hitnotering: 03-05-2014 t/m 26-07-2014 | Hitnotering: 03-05-2014 t/m 26-07-2014 | Hitnotering: 03-05-2014 t/m 26-07-2014 | Hitnotering: 03-05-2014 t/m 26-07-2014 | Hitnotering: 03-05-2014 t/m 26-07-2014 | Hitnotering: 03-05-2014 t/m 26-07-2014 | Hitnotering: 03-05-2014 t/m 26-07-2014 | Hitnotering: 03-05-2014 t/m 26-07-2014 | Hitnotering: 03-05-2014 t/m 26-07-2014 | Hitnotering: 03-05-2014 t/m 26-07-2014 | Hitnotering: 03-05-2014 t/m 26-07-2014 | Hitnotering: 03-05-2014 t/m 26-07-2014 |
| Week                                   | 1                                      | 2                                      | 3                                      | 4                                      | 5                                      | 6                                      | 7                                      | 8                                      | 9                                      | 10                                     | 11                                     | 12                                     | 13                                     |                                        |
| -------------------------------------- | -------------------------------------- | -------------------------------------- | -------------------------------------- | -------------------------------------- | -------------------------------------- | -------------------------------------- | -------------------------------------- | -------------------------------------- | -------------------------------------- | -------------------------------------- | -------------------------------------- | -------------------------------------- | -------------------------------------- | -------------------------------------- |
| Positie                                | 33                                     | 23                                     | 20                                     | 18                                     | 18                                     | 19                                     | 21                                     | 22                                     | 27                                     | 27                                     | 30                                     | 35                                     | 40                                     | uit                                    |

### Single Top 100
| Hitnotering: 29-03-2014 t/m 18-10-2014 | Hitnotering: 29-03-2014 t/m 18-10-2014 | Hitnotering: 29-03-2014 t/m 18-10-2014 | Hitnotering: 29-03-2014 t/m 18-10-2014 | Hitnotering: 29-03-2014 t/m 18-10-2014 | Hitnotering: 29-03-2014 t/m 18-10-2014 | Hitnotering: 29-03-2014 t/m 18-10-2014 | Hitnotering: 29-03-2014 t/m 18-10-2014 | Hitnotering: 29-03-2014 t/m 18-10-2014 | Hitnotering: 29-03-2014 t/m 18-10-2014 | Hitnotering: 29-03-2014 t/m 18-10-2014 | Hitnotering: 29-03-2014 t/m 18-10-2014 | Hitnotering: 29-03-2014 t/m 18-10-2014 | Hitnotering: 29-03-2014 t/m 18-10-2014 | Hitnotering: 29-03-2014 t/m 18-10-2014 | Hitnotering: 29-03-2014 t/m 18-10-2014 | Hitnotering: 29-03-2014 t/m 18-10-2014 |
| Week                                   | 1                                      | 2                                      | 3                                      | 4                                      | 5                                      | 6                                      | 7                                      | 8                                      | 9                                      | 10                                     | 11                                     | 12                                     | 13                                     | 14                                     | 15                                     | 16                                     |
| -------------------------------------- | -------------------------------------- | -------------------------------------- | -------------------------------------- | -------------------------------------- | -------------------------------------- | -------------------------------------- | -------------------------------------- | -------------------------------------- | -------------------------------------- | -------------------------------------- | -------------------------------------- | -------------------------------------- | -------------------------------------- | -------------------------------------- | -------------------------------------- | -------------------------------------- |
| Positie                                | 58                                     | 61                                     | 52                                     | 57                                     | 40                                     | 33                                     | 29                                     | 27                                     | 20                                     | 20                                     | 29                                     | 34                                     | 34                                     | 32                                     | 33                                     | 33                                     |
| Week                                   | 17                                     | 18                                     | 19                                     | 20                                     | 21                                     | 22                                     | 23                                     | 24                                     | 25                                     | 26                                     | 27                                     | 28                                     | 29                                     | 30                                     |                                        |                                        |
| Positie                                | 31                                     | 39                                     | 38                                     | 39                                     | 45                                     | 48                                     | 48                                     | 69                                     | 70                                     | 68                                     | 84                                     | 86                                     | 96                                     | 94                                     | uit                                    |                                        |

### NPO Radio 2 Top 2000
| Nummer met noteringen in de NPO Radio 2 Top 2000 | '15 | '16  | '17  |
| ------------------------------------------------ | --- | ---- | ---- |
| Hero                                             | 948 | 1454 | 1648 |

1. ↑  Een vetgedrukt getal geeft de hoogste notering aan.
2. ↑  2015 was het eerste jaar met een notering voor dit nummer.
3. ↑  Deze tabel is bijgewerkt tot en met de laatste editie (2024).